# Korneal limbus
Korneal limbus (också kallat limbus och på latin limbus corneae) är gränsen mellan hornhinna (cornea) och ögonvita (sclera). Det är även här som snitt oftast görs vid kirurgisk behandling av bl.a. grå starr och glaukom.